# Bananrepubliken
Bananrepubliken var ett skivbolag som grundades 1999 av hiphopartisten Petter. Bolaget drevs som ett skivmärke under BMG och släppte förutom Petter även Trippel Ett, Feven, Ayo och Eye-N-I.
Petter insåg senare att det tog mer tid att driva ett skivbolag än vad han räknat med. Bolaget lades därför ner under 2005.